# Angraecum expansum
Angraecum expansum là một loài lan.